# Cryptopimpla taiwanensis
Cryptopimpla taiwanensis är en stekelart som först beskrevs av Setsuya Momoi 1968.  Cryptopimpla taiwanensis ingår i släktet Cryptopimpla och familjen brokparasitsteklar. Inga underarter finns listade i Catalogue of Life.